# Gilbertiodendron ngounyense
Gilbertiodendron ngounyense är en ärtväxtart som först beskrevs av François Pellegrin, och fick sitt nu gällande namn av J.Leonard. Gilbertiodendron ngounyense ingår i släktet Gilbertiodendron och familjen ärtväxter. Inga underarter finns listade i Catalogue of Life.